# 이시형 (의료인)
이시형(李時炯, 1934년 4월 30일~)은 대한민국의 의과대학 교수·정신건강의학과 의사(예비역 공군 군의관 대위)이다.

## 이력
경상북도 대구 동구에서 출생하였고 지난날 한때 경상북도 경주와 경상남도 밀양에서 강원도 정선과 전라북도 전주와 경성부에서 각기각기로 잠시 유아기를 보낸 적이 있는 그는 1939년 경상북도 대구에 귀향 이후 줄곧 경상북도 대구에서 성장하였고 훗날 경북대학교·성균관대학교 교수와 서울대학교 외래교수를 역임하였다.

### 학력
- 1953년 경북고등학교 졸업
- 1959년 경북대학교 의과대학 학사
- 1968년 미국 예일 대학교 의학대학원 의학석사 수료 (신경정신과학 연구원(PDF) 이력)
- 1971년 경북대학교 의학대학원 의학석사
- 1975년 경북대학교 의학대학원 의학박사

### 주요 경력
- 고려병원 의사
- 강북삼성병원 원장 (고려병원이 지금의 강북삼성병원)
- 공군 군의관 대위 예편
- 이스턴 주립 병원 청소년과 과장 역임
- 경북대학교 의과대학 교수 역임
- 서울대학교 의과대학 외래교수 역임
- 성균관대학교 의과대학 교수 역임
- 사회정신건강연구소 소장 역임
- 2005년 건강100세연구소 초대 소장 역임
- 동남정신과병원 의사
- CHA의과학대학교 석좌교수 역임
- 대경대학교 석좌교수 역임
- 생명보험 사회공헌재단 이사장 역임
- 여성가족부 청소년특별회의 추진위원회 위원장
- 인성교육범국민실천연합 고문
- 한국보육진흥원 ‘아이누리 자문단’
- 헬스조선시니어 자문위원단

### 소속
- (사)세로토닌문화 원장
- 한국자연의학종합연구원 원장
- 힐리언스 선마을 촌장
- 서울사이버대학교 석좌교수
- 원광디지털대학교 석좌교수

### 상훈
- 1995 대한신경정신학회 벽봉학술상
- 1999 환태평양정신의학회(Pacific Rim College of Psychiatrists) 학술논문상
- 2002 신경정신의학회 환인정신의학상
- 2011 숲 치유기능 공로 `국민훈장` 모란장 - 대통령표창

## 같이 보기
- (사)세로토닌문화
- 힐리언스 선마을

## 논문 및 저서
- 배짱으로 삽시다[스테디셀러]
- 여자는 모른다
- 아담을 아느냐
- 대인공포 클리닉
- 신경성 클리닉(이시형박사의)(1995)
- 100세 시대 젊고 건강하게
- 이시형의 세상 바꿔보기(2001)
- 이시형과 함께 읽는 프로이트(2002)
- 공부하는 독종이 살아남는다(스테디셀러)
- 세로토닌하라!(베스트셀러)
- 행복한 독종(베스트셀러)
- 세로토닌 시 "위로"
- 걸어가듯 달려가라
- 인생내공
- 뇌력혁명
- 품격 (2009년 현재 총 68권 출간)
- 여든소년, 산이되다
- 둔하게 삽시다
- 인생 참 맛있다
- 세로토닌의 힘
- 옥시토신의 힘